# Kamion (Łódź)
Pour les articles homonymes, voir Kamion.
Kamion est une localité polonaise de la gmina de Wierzchlas, située dans le powiat de Wieluń en voïvodie de Łódź.